# Hydropsyche californica
Hydropsyche californica är en nattsländeart som beskrevs av Banks 1899. Hydropsyche californica ingår i släktet Hydropsyche och familjen ryssjenattsländor. Inga underarter finns listade i Catalogue of Life.